# Diana-Ioana Simionescu
Diana-Ioana Simionescu (* 3. August 2007) ist eine rumänische Tennisspielerin.

## Karriere
Simionescu bevorzugt Sandplätze und spielt bislang vor allem auf der ITF Junior Tour und der ITF Women’s World Tennis Tour, wo sie aber noch keine Titel gewinnen konnte.
2023 erhielt sie im Juli eine Wildcard für die Qualifikation zum Hauptfeld des Dameneinzels der BCR Iași Open, ihrem ersten Turnier der WTA Tour. Sie scheiterte aber bereits in der ersten Qualifikationsrunde gegen Conny Perrin mit 0:6 und 2:6.